# Ajtónálló (Marvel Comics)
Ajtónálló (DeMarr Davis) egy kitalált szereplő, szuperhős a Marvel Comics képregényeiben. Először a Avengers West Coast sorozatban jelent meg 1989-ben.

## Története
|  | Alább a cselekmény részletei következnek! |

Nem sokat tudni Ajtónálló életéről, mielőtt jelentkezett Mr. Halhatatlan szuperhősöket kereső hirdetésére. Az új csapat a Nagy Tavak Angyalai (Great Lakes Avengers) nevet vette fel. Annyi azonban ismert, hogy Ajtónálló egy afro-amerikai férfi mutáns.
Mielőtt csatlakozott a Nagy Tavak Angyalaihoz, DeMarr Davis átlagos amerikai fiatalember volt. Főiskolás évei alatt elvesztette édesanyját. Miután elvégezte négyéves főiskolai és hároméves posztgraduális tanulmányait, DeMarr jelentkezett Mr. Halhatatlan újsághirdetésére, amelyben "jelmezes kalandozókat" kerestek egy újonnan alakuló szupercsapatba. Mutáns lévén egyedülálló teleportáló képességgel rendelkezett, aminek segítségével szinte bármilyen épületbe bejuttathatta csapattársait. Ezzel nemcsak észrevétlen behatolásokat volt képes biztosítani, hanem a meglepetés előnyét is. Ekkor csatlakozott a Nagy Tavak Angyalainak eredeti csapatához.
Ajtónálló meglehetősen cinikus tagja a Nagy Tavak Angyalainak, folyton az igazi Angyalokhoz méri a csapatukat. Cinizmusának sokszor nem éppen a legalkalmasabb időben ad hangot. Bár néha kínosnak érzi társait, mindegyiküket nagyon kedveli, és nagyra értékeli. Az ő ötlete volt, hogy az elesett NTA tagok számára emlékművet állítsanak a főhadiszállásukon.
A mai napig magát hibáztatja az egyik legújabb tagjuk, Szöcske elvesztéséért, aki a Batroc elleni csatában esett el. Zaran (Batroc egyik szolgája) egy sait dobott Ajtónálló felé, aki gyorsan aktiválta képességeit, a fegyver így áthaladt a testén egyenesen a mögötte álló Szöcske fejébe, aki azonnal életét vesztette. DeMarr úgy érezte, az ő hibája miatt halt meg, és enyhe depresszióba süllyedt. A szintén újonc Mókuslányt el is akarta ijeszteni a csapatból, nehogy ő is hasonló sorsra jusson az NTA szolgálatában.
Ajtónálló maga is meghalt, amikor életét áldozta, hogy Mr. Halhatatlan megállíthassa a gonosz Maelstromot. A túlvilágon találkozott az elesett NTA tagokkal, ahol Szöcske megbocsátott neki. Ajtónálló furcsállotta, hogy Sólyomszemet viszont nem találta odaát sehol. Nem sokkal ezután magához szólította Feledés, a kozmikus entitás. Elmondta, hogy Ajtónálló hasznára lehet a Sötét Erőhöz fűződő kapcsolata révén. Korábbi szolgáját, Halálvágyat foglyul ejtette Mr. Halhatatlan, ezért ő lett Feledés új halálangyala.
Ajtónálló átkísérte Maelstromot a túlvilágra, miután Mr. Halhatatlan cselszövéssel öngyilkosságba kergette, ő maga pedig visszatért az NTA-hoz. Hogy milyen egyéb hatással volt rá új kinevezése, mint Feledés szolgája, egyelőre nem derült ki. Ajtónálló továbbra is az NTA tagja. Már jobban értékeli és tiszteli a csapatot, miután megmentették a világot Maelstromtól.
Később a Nagy Tavak Angyalai névváltásra kényszerültek, amikor a Bosszú Angyalai jogi képviselője beperelte őket jogosulatlan névhasználatért. Mivel a csapat tagjai úgyis mind mutánsok voltak, felvették a Nagy Tavak X-Men (Great Lakes X-Men) nevet.
A Maelstrom elleni összecsapást követően egy karácsonyi összejövetelen Ajtónálló eltávozást kért az NTX-től, hogy meglátogassa az apját. A találkozáskor apja egyből nekiesett, hogy DeMarr csak elfecsérli az életét ezzel a szuperhősködéssel, és ideje lenne valami hasznos munka után néznie a való világban. A fiának szerinte nagyon "béna" a képessége, és az összes szuperhősnek jobb képességei vannak. DeMarr némi vívódás után végül bevallotta apjának a teljes igazságot. Elmondta, hogy ő maga korábban már meghalt, és a halál angyalaként tért vissza. Hozzá sem azért jött, hogy meglátogassa, hanem hogy begyűjtse a lelkét, mivel leesett a tetőről, miközben a karácsonyi világítást szerelte fel, és meghalt. Furcsa módon apjának nagyon tetszett a hír, hogy milyen fontos szerepe lett a fiának az univerzumban, és alig várta, hogy az összes barátjának eldicsekedjen a mennyországban, hogy az ő fiacskája a halál új angyala.
Ajtónálló és csapattársai részt vettek egy jótékonysági pókerversenyen, amit a Lény tartott. Az utolsó körben Síkember kiejtette a vendéglátókat, és megnyerte a versenyt. Síkember bajnoki címe ihletet adott a csapatnak, amikor ismét megváltoztatták a nevüket "Nagy Tavak Bajnokai"-ra (Great Lakes Champions), miután a versenyen jelenlevő néhány X-Men és Oltalmazók tag szóvá tette, hogy nem volt szerencsés névválasztás az NTX sem, mert megtévesztő lehet. Herkules tiltakozását az új név ellen nem vették figyelembe. (Ő korábban tagja volt egy Los Angeles Bajnokai nevű csapatnak.)

### Civil War/The Initiative
A Nagy Tavak Bajnokainak összes tagja nyilvántartásba van véve az Egyesült Államok kormányánál, ahogy ezt a Szuperhős Regisztrációs Törvény (Superhuman Registration Act) megköveteli. Ezt akkor tudhattuk meg, amikor a Deadpool nevű zsoldos tévedésből le akarta tartóztatni őket a törvény megszegéséért. A NTB legyőzte Deadpoolt, majd tájékoztatták, hogy ők már regisztrálva vannak.
DeMarr egyike a 142 regisztrált szuperhősnek, akik megjelennek az Avengers: The Initiative sorozat első számának borítóján.

## Képességei
Ajtónálló egy 10-es osztályú teleportáló. Veleszületett mutáns képességével képes erőt meríteni a Sötét Erő Dimenzióból, és térkaput nyitni különböző tárgyakon keresztül, amikhez odaáll. Ez lehetővé teszi, hogy a szilárd tárgyak keresztül haladjanak mind Ajtónálló testén, mind bármely hozzá közel álló tárgyon is. (A Sötét Erőhöz több Marvel szereplő is hozzáfér, mint például Köpeny, Vanisher vagy Sziluett) Eredetileg a koromfekete kinézetét hagyományos kosztümmel érte el, aminek a maszkjához kontrasztos fehér szemeket készített. Ám amióta Feledés szolgája lett, ruha helyett maga a teste képes felvenni a sötét kinézetet. Puszta akaratával bármikor visszanyerheti a természetes alakját is.
Képes begyűjteni a nemrég elhunytak lelkét, hogy átadja őket a Feledésnek. Eközben csak az a lélek láthatja, akiért megy, és valószínűleg Mr. Halhatatlan, aki képes volt Halálvágy észlelésére is. Hogy milyen egyéb képességeket kapott az új feladatához, egyelőre nem tudjuk.

## Kinézete
Miután meghalt, és Feledés felélesztette, hogy az új halálangyala legyen, Ajtónálló kinézete megváltozott. Fehér köpenyt és kesztyűt visel, valamint síléceket, csakúgy, mint elődje Halálvágy. Lényegében az egyetlen különbség kettejük között a maszkján levő fehér szemek, amit Ajtónálló az eredeti ruháján is viselt.
Az új megjelenése, különösen a sílécek használata tisztelgés a Black Racer nevű DC szereplő előtt.

## Külső hivatkozások
- Great Lakes Avengers